# グレゴール・ブラウン
グレゴール・ブラウン（Gregor Braun、1955年12月31日 - ）は、ドイツ（旧西ドイツ）、ノイシュタット・アン・デア・ヴァインシュトラーセ出身の元自転車競技選手。

## 経歴
トラックレースとロードレースの両方で活躍。
1973年
- 西ドイツ選手権 ジュニア部門個人追い抜き 優勝

1975年
- トラックレース世界選手権 アマ団体追い抜き 優勝（+ ギュンター・シューマッハー、ペーター・フォンホフ、ハンス・ルッツ）
- 西ドイツ選手権 アマ個人追い抜き 優勝

1976年
- モントリオールオリンピック
  -  個人追い抜き 優勝
  -  団体追い抜き 優勝（+ ギュンター・シューマッハー、ペーター・フォンホフ、ハンス・ルッツ）
- 西ドイツ選手権 アマ個人追い抜き 優勝

1977年、プロ転向
- トラックレース世界選手権 プロ個人追い抜き 優勝

1978年
- トラックレース世界選手権 プロ個人追い抜き 優勝
- 西ドイツ選手権 個人ロードレース 優勝
- ミュンヘン6日間レース 優勝（+ パトリック・セルキュ）
- 欧州選手権6日間レース 優勝（+ パトリック・セルキュ）

1979年
- フランクフルト6日間レース 優勝（+ レネ・パイネン）
- ケルン6日間レース 優勝（+ パトリック・セルキュ）
- ツール・ダンドル＝エ＝ロワール 総合優勝

1980年
- ドイツ・ツアー 総合優勝
- 西ドイツ選手権 個人ロードレース 優勝
- ジロ・ディ・サルデーニャ 総合優勝
- ティレーノ〜アドリアティコ 区間1勝(第5)
- ベルリン6日間レース 優勝（+ パトリック・セルキュ）

1981年
- トレ・ヴァッリ・ヴァレジーネ 優勝
- ベルリン6日間レース 優勝（+ ディートリヒ・テュラウ）
- ブレーメン6日間レース 優勝（+ レネ・パイネン）
- フランクフルト6日間レース 優勝（+ ディートリヒ・テュラウ）

1982年
- クールネ〜ブリュッセル〜クールネ 優勝
- ティレーノ〜アドリアティコ 区間1勝(第5)
- パリ〜ルーベ 3位
- アムステルゴールドレース 3位

1983年
- 西ドイツ選手権 個人ロードレース 優勝
- ジロ・デ・サルデーニャ 総合優勝
- ジロ・デ・イタリア 区間1勝(第14)
- ブレーメン6日間レース 優勝（+ レネ・パイネン）

1984年
- シュトゥットガルト6日間レース 優勝（+ ゲルト・フランク）

1985年
- トラックレース世界選手権 プロ個人追い抜き 3位

1989年、引退。